# ФК Черноморец 1919 (Бургас)
Вижте пояснителната страница за други значения на Черноморец.
Черноморец 1919 е български футболен отбор от Бургас, създаден през 2015 г. Играе своите домакински мачове на стадион „Иван Притъргов“ в бургаския квартал „Долно Езерово“.

## История
След изпадането на ПСФК Черноморец (Бургас) във „В група“, и разкритията, че собственикът Митко Събев е източвал клуба за да го доведе до фалит, сдружение „Бъдеще за Черноморец“ заявява намерението си да създаде нов клуб, който да продължи традициите на закрития през 2006 г. ФК Черноморец (Бургас).
На 4 август 2015 г. официално е учреден Черноморец 1919. Бронзовият медалист от САЩ '94 Златко Янков, както и известния бургаски футболист Стойко Сакалиев, се завръщат към футбола за да помогнат на новия отбор.
През 2018 г. отборът за първи път влиза в Трета аматьорска футболна лига. Завършва първият си сезон на 4-то място. Черноморец завърши сезон 2022–23 на 2-ро място, но показа желание да се присъедини към Втора лига, тъй като победителят в групата, Несебър, има финансови затруднения. На 19 юни 2023 г. Несебър обявява, че остава в Трета лига и българския футбол Съюзът обявява, че вместо това Черноморец ще се класира във Втора лига. През сезон 2023/24 отборът играе домакинските си срещи във Втора лига на стадион Лазур.
Черноморец не успява да се задържи във второто ниво, изпадайки в Трета лига.
Безапелационно печели Югоизточна Трета лига през сезон 2024/25 с 106 точки и 131 отбелязани гола и веднага се завръща обратно във Втора лига.

## Стадион
Историческият стадион на отбора е стадион „Черноморец“, където за последно отбора играе между 2018 г. и 2022 г. Черноморец е принуден да го напусне след непосилният наем, който се налага да плаща на концесионера „Петрол Холдинг“.
Отборът играе домакинските си мачове на стадион „Иван Притъргов“ в Долно Езерово, който се намира на 7 километра югозападно от Бургас. Черноморец взима през 2022 г. стадиона на концесия за 30 години, въпреки, че и Нефтохимик (Бургас) изявява претенции за базата.
През ноември 2023 г. Черноморец обявява проект за реконструкция на стадиона, като се планира капацитетът да стане с 5000 седящи места, изграждане на още едно тренировъчно игрище, нови съблекални за домакини и гости, стаи за съдиите, възстановителен център, стая за видеоанализи и осветление, а основният терен изцяло подменен и разширен, за да отговаря на всички изисквания на БФС и УЕФА за провеждане на мачове от елитната ни Първа лига.

## Отличия
Трета лига
- Шампион: 2024/25

## ДЮШ
Детско-юношеската школа на Черноморец работи за развитието на млади футболни таланти, които впоследствие да станат част от представителния отбор на клуба. Формирана е през 2016 г., когато е привлечена цялата школа на старото дружество – ПСФК „Черноморец Бургас“. През сезон 2017/18 Черноморец играе в Елитната група до 19 г., а децата до 14 г. достигат осминафинал за Купата на БФС. Юношите старша възраст играят своите домакински срещи от Елитната група на стадион „Черноморец“. Обучението в Академия „Черноморец“ стартира още на 6 годишна възраст. От 2024 г. директор на детско-юношеската школа е Димчо Ненов.

## Дублиращ отбор
През сезон 2021/22 Черноморец сформира свой дублиращ отбор, който започва да играе в "Б" ОГ Бургас. Отборът завършва като първенец в групата с 10 отбора, но се отказва от участие през следващия сезон. От сезон 2023/24 дублиращият отбор е възстановен. Негов треньор е Павел Алексиев, с дългогодишен опит в ДФК Звездичка. Отборът завършва отново като първенец в групата с 13 отбора и внушителна голова разлика от 105 отбелязани гола и 22 допуснати. Така през сезон 2024/25 отборът се състезава в "А" ОГ Бургас.
| Сезон   | Първенство    | Място | М  | П  | Р | З | ГР     | Т  |
| ------- | ------------- | ----- | -- | -- | - | - | ------ | -- |
| 2024/25 | "A" ОГ Бургас | 4     | 22 | 12 | 5 | 5 | 62:33  | 41 |
| 2023/24 | "Б" ОГ Бургас | 1     | 24 | 20 | 2 | 2 | 105:22 | 62 |
| –       | –             | –     | –  | –  | – | – | –      | –  |
| 2021/22 | "Б" ОГ Бургас | 1     | 18 | 15 | 2 | 1 | 75:15  | 47 |

## Екипи и спонсор
Основните цветове на Черноморец 1919 са синьо и бяло.
| От–до     | Производител | Спонсор (гърди) | Спонсор (гръб)             |
| --------- | ------------ | --------------- | -------------------------- |
| 2015–2017 | Tomy Sport   | Няма            | Няма                       |
| 2017–2018 | Tomy Sport   | efbet           | Няма                       |
| 2018–2021 | Tomy Sport   | Няма            | Няма                       |
| 2021–2025 | Tomy Sport   | WINBET          | Трансвагон / Life Hospital |
| 2025–     | Jako         | Лайф Хоспитал   | Община Бургас              |

## Състав
Последна актуализация: 28 юли 2025

## Ръководство
| Име                | Длъжност          |
| ------------------ | ----------------- |
| Спасимир Иванов    | председател на УС |
| Добромира Стоилова | член на УС        |
| Събин Попов        | член на УС        |
| Васил Василев      | член на УС        |
| Ангел Стойков      | член на УС        |

## Спортно-техническо ръководство
| Име              | Длъжност                               |
| ---------------- | -------------------------------------- |
| Слави Костенски  | спортно-технически директор            |
| Ангел Стойков    | старши треньор                         |
| Георги Калоянов  | помощник-треньор                       |
| Мартин Теменлиев | треньор на вратарите                   |
| Галин Георгиев   | физиотерапевт                          |
| Петър Панайотов  | домакин                                |
| Златко Янков     | консултант спортно-технически дейности |

### Детско-юношеска школа
| Име              | Длъжност        |
| ---------------- | --------------- |
| Димчо Ненов      | директор на ДЮШ |
| Кристиян Тодоров | треньор         |
| Тодор Койчев     | треньор         |
| Слави Шопов      | треньор         |
| Павел Деспов     | треньор         |
| Даниел Дребров   | треньор         |
| Симеон Баев      | треньор         |
| Пламен Младенов  | треньор         |

## Сезони
| Сезон   | Първенство            | Място | М  | П  | Р  | З  | Г.Р.   | Т   | Купа на България             |
| ------- | --------------------- | ----- | -- | -- | -- | -- | ------ | --- | ---------------------------- |
| 2015/16 | "Б" ОФГ               | 1     | 16 | 14 | 1  | 1  | 79:9   | 43  | Не участва                   |
| 2016/17 | "А" ОФГ               | 3     | 24 | 16 | 3  | 5  | 75:26  | 51  | Предварителна фаза финал     |
| 2017/18 | "А" ОФГ               | 1     | 22 | 20 | 2  | 0  | 125:16 | 62  | Не участва                   |
| 2018/19 | Югоизточна Трета лига | 4     | 34 | 21 | 5  | 8  | 76:35  | 68  | Предварителна фаза финал     |
| 2019/20 | Югоизточна Трета лига | 4     | 19 | 11 | 3  | 5  | 30:19  | 36  | Предварителна фаза 1/2 финал |
| 2020/21 | Югоизточна Трета лига | 3     | 34 | 25 | 6  | 3  | 78:22  | 81  | Не участва                   |
| 2021/22 | Югоизточна Трета лига | 4     | 34 | 19 | 10 | 5  | 53:28  | 67  | Не участва                   |
| 2022/23 | Югоизточна Трета лига | 2     | 38 | 24 | 8  | 6  | 82:26  | 80  | Предварителна фаза финал     |
| 2023/24 | Втора лига            | 15    | 34 | 9  | 11 | 14 | 33:41  | 38  | 1/16 финали                  |
| 2024/25 | Югоизточна Трета лига | 1     | 38 | 35 | 1  | 2  | 131:18 | 106 | 1/16 финали                  |

## Контакти
- ФК „Черноморец 1919“, Бургас, к-с Изгрев бл. 184, вх. 1, ет. 1
- тел.: +056 87-50-81
- електронна поща: chernomoretz100@abv.bg

## Галерия
- ФК Черноморец 1919 Бургас 2022 / 2023
- ФК Черноморец 1919 Бургас 2021/2022
- ФК Черноморец 1919 Бургас - Есенен първенец 2020/2021
- ФК Черноморец 1919 Бургас 2020/2021
- ФК Черноморец 1919 Бургас 2019/2020
- ФК Черноморец 1919 Бургас 2017/2018 – шампиони на „А“ Областна футболна група
- ФК Черноморец 1919 Бургас 2017/2018
- ФК Черноморец 1919 Бургас 2017/2018
- ФК Черноморец 1919 Бургас 2016/2017
- ФК Черноморец 1919 Бургас 2016/2017
- ФК Черноморец 1919 Бургас 2016/2017
- Черноморец 1919 Бургас 2015/2016- шампиони на „Б“ Областна футболна група – „Изток“